# Собор Пресвятой Девы Марии Победительницы (Тяньцзинь)

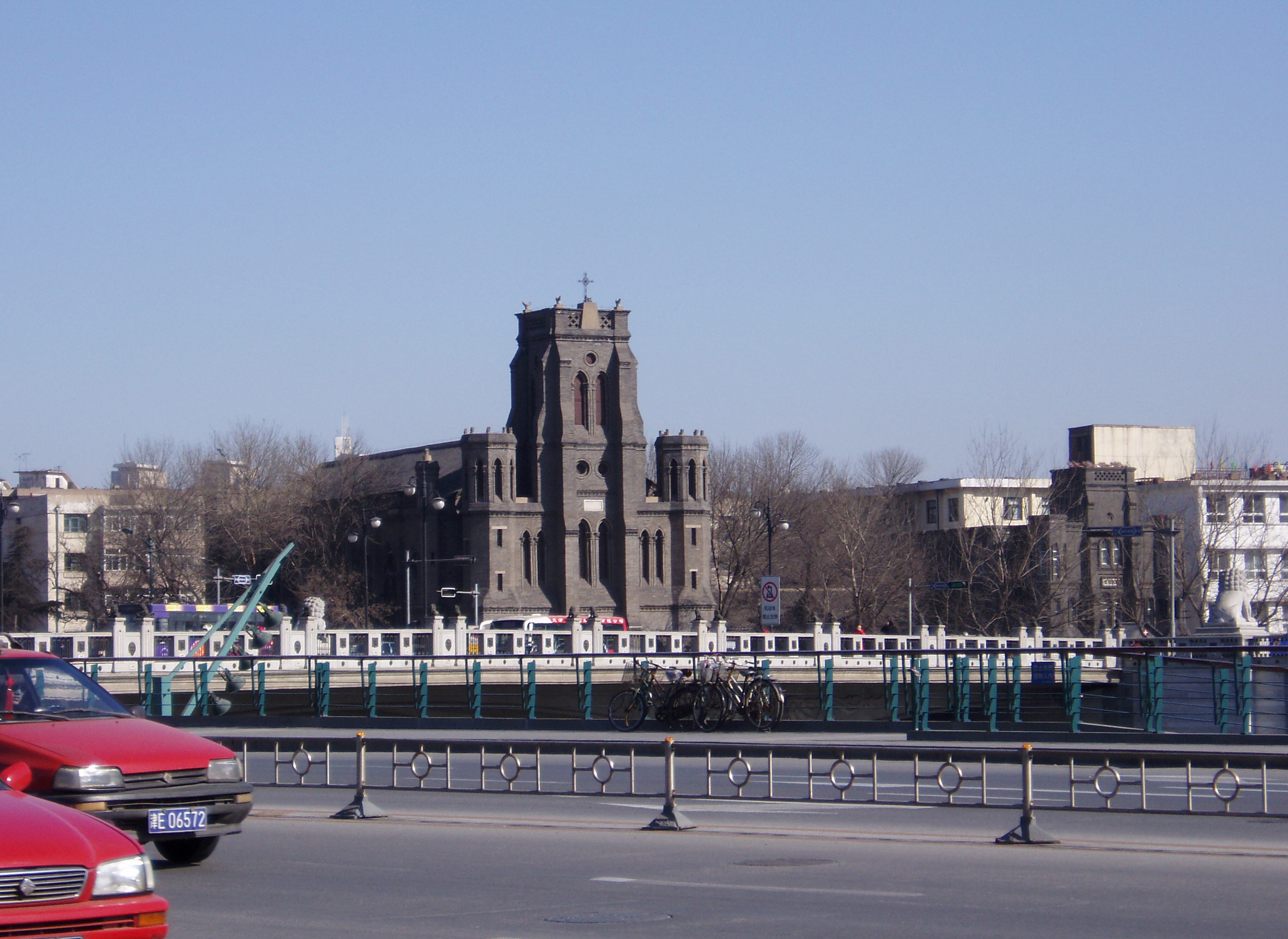
Собор Пресвятой Девы Марии Победительницы, Тяньцзинь, Китай

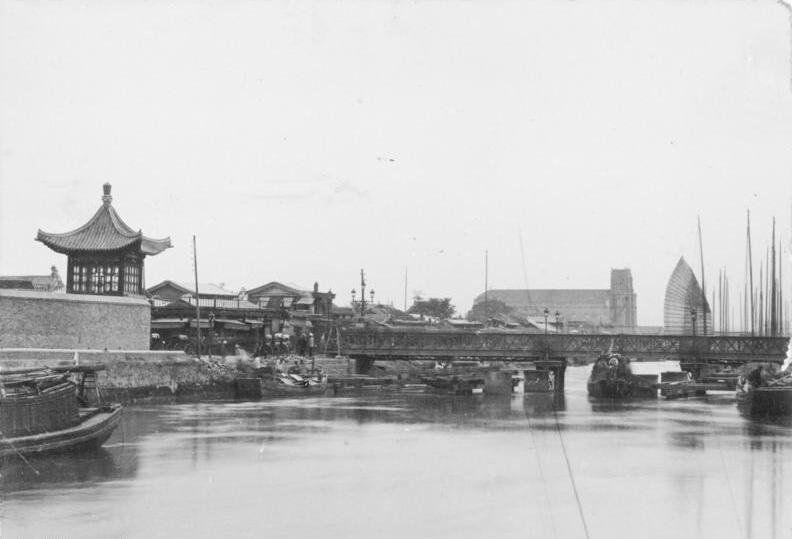
Собор Пресвятой Девы Марии Победительницы, Тяньцзинь, 1898 г.

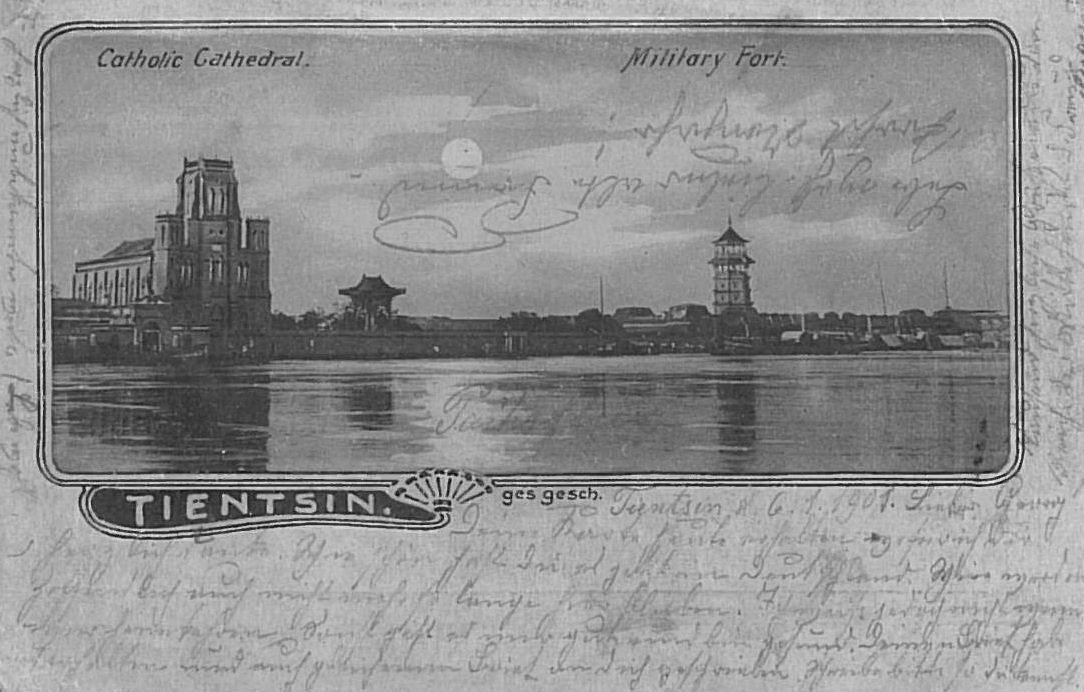
Собор Пресвятой Девы Марии Победительницы, Тяньцзинь, 1900 г.

Собор Пресвятой Девы Марии Победительницы или Церковь Ванхайлоу (кит.  望海楼教堂) – католическая церковь, находящаяся в районе Хэбэй города Тяньцзинь, Китай. В 1988 году собор внесён в список охраняемых памятников КНР.

## История
Первая церковь Пресвятой Девы Марии Победительницы, построенная в 1861 году в неороманском стиле для французов, проживавших в Тяньцзине, была сожжена 21-го июня 1870 года во время гонений на христиан. Вторая церковь была построена в 1897 году и вновь была сожжена во время Ихэтуаньского восстания в 1900 году. Современный храм был построен в 1904 году на территории французской концессии. В 1976 году церковь Пресвятой Девы Марии значительно пострадала во время землетрясения и актов вандализма. В 1983 году храм был восстановлен. 
До 1914 года церковь Пресвятой Девы Марии Победительницы была кафедральным собором епархии Тяньцзина. В 1914  году кафедра епископа была перенесена в церковь святого Иосифа. 
В 1986 году в храме были возобновлены богослужения. В настоящее время храм находится в ведении проправительственной Католической Патриотической Ассоциации. 

## Источник
- Corinne de Ménonville, Les Aventuriers de Dieu et de la République, Paris, Les Indes Savantes, 2007